# Organo (arma)

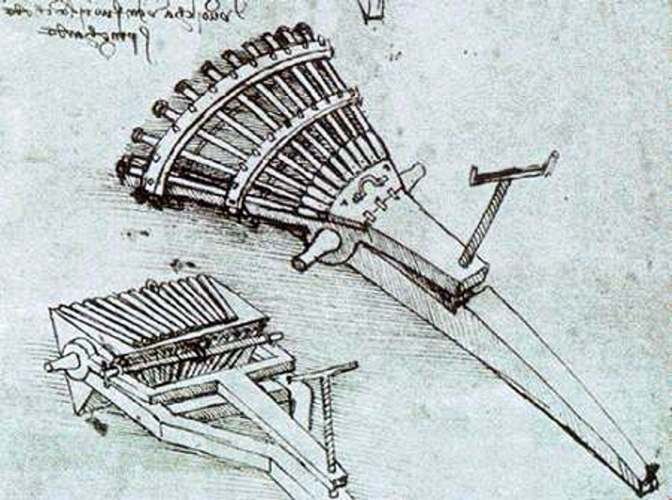
Progetto di un organo a 33 canne disegnato da Leonardo da Vinci

L'organo chiamato più comunemente organo francese o orgue era un pezzo di artiglieria usato dal  XIV fino agli inizi del XVIII secolo come arma ossidionale, principalmente contro la fanteria, formato da una serie di canne affiancate di piccolo calibro (spesso venivano usate canne di archibugio). Nel caso che le canne fossero di calibro maggiore (1 libbra), l'arma era detta ribadocchino (ribauldequin).

## Descrizione
L'arma, come detto, era formata da un certo numero (normalmente da due a circa una dozzina, anche se  ne conoscono da 30 canne) di canne affiancate, che venivano caricate e successivamente accese tutte contemporaneamente. Ovviamente un'arma del genere non poteva essere mobile (basta considerare che, per sparare con un archibugio, o un moschetto dell'epoca era necessario appoggiare l'arma su una forcella), quindi l'arma era montata su un apposito affusto, che forniva anche la possibilità di tarare con una certa precisione l'alzo delle canne. 
Le canne (da caricare singolarmente dalla bocca) erano tenute da un fermo metallico su una tavola di legno che, fornita di perni, ruotava entro due orecchioni (aloni), il tutto poi era sostenuto su un piede o su un treppiede. Tutte le canne avevano in comune il focone, quindi era sufficiente una sola accensione per permettere alle canne di far fuoco contemporaneamente. L'arma era montata fissa o semifissa sulle fortificazioni, per poter agire sulle fanterie attaccanti. Alcuni ribadocchini erano montati su affusti girevoli, in modo da permettere di orientarli più facilmente verso bersagli diversi.

## Impiego tattico
Considerando il peso dell'arma, questa poteva essere utilizzata  solo da posizioni fisse, inoltre i tempi di caricamento (caricare dieci canne richiedeva dieci volte il tempo necessario a caricare una canna) ne limitavano pesantemente la cadenza di tiro, anche nei confronti di quella già bassa delle armi dell'epoca, quindi ne sconsigliavano l'uso in campo aperto. 
I picchieri, una volta scampati alla prima scarica,  avevano tutto il tempo per arrivare a contatto con i serventi dell'arma, quindi l'arma non ebbe mai un grande successo. 
La fine definitiva degli organi e dei ribadocchini si ebbe quando fu realizzato il cartoccio a mitraglia per le artiglierie, che dava una cadenza di tiro molto più elevata ed effetti altrettanto devastanti sulle fanterie che avanzavano a piedi, utilizzando la stessa bocca da fuoco che veniva usata per i tiri a lunga distanza.